# HC Vityaz

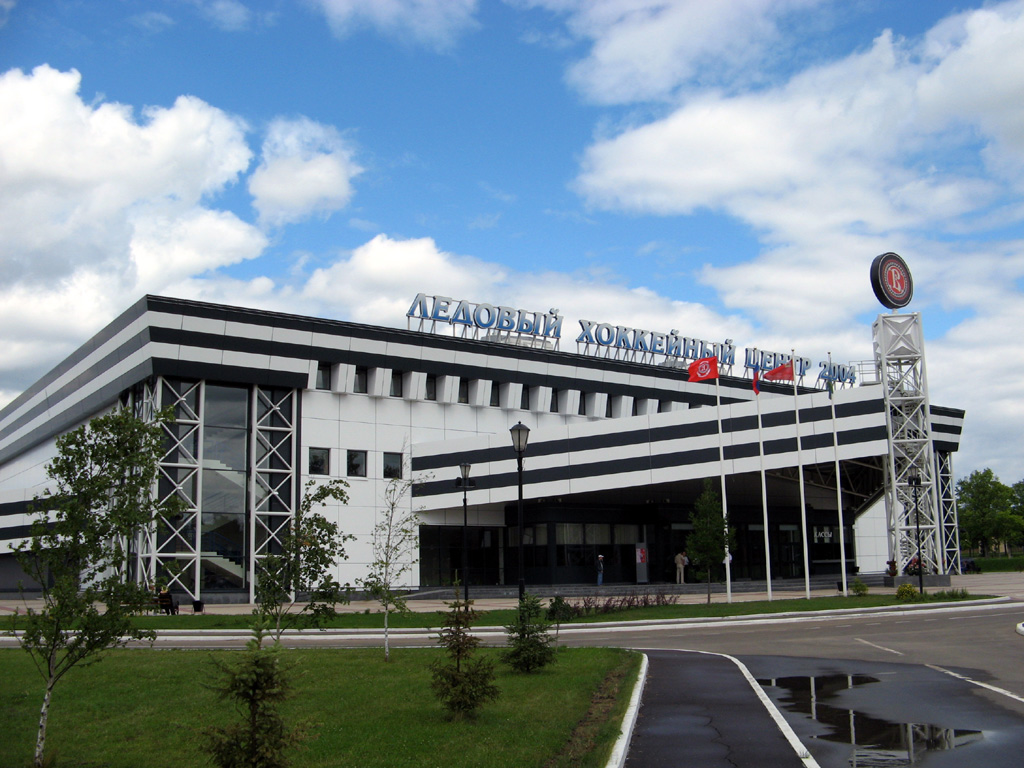
Estádio do Hockey Club Vityaz

Hockey Club Vityaz é um clube de hóquei no gelo profissional russo sediado em Podolsk, Moscou. Eles são membros da Liga Continental de Hockey.

## História
Fundando originariamente em 1996, para as disputas da liga russa. 
São membros da Liga Continental de Hockey desde a temporada inicial.